# Sybille Bedford
Pour les articles homonymes, voir Bedford.
Sybille Bedford, née le 16 mars 1911 à Berlin (Allemagne) et morte le 17 février 2006 à Londres (Royaume-Uni), est une écrivaine et journaliste anglaise. Une grande part de son œuvre est autobiographique.

## Biographie
Née à Charlottenburg dans l'ouest de Berlin sous le nom de Sybille Aleid Elsa von Schoenebeck, Sybille Bedford est la fille de l' aristocrate allemand Maximilian von Schoenebeck (1853-1925), et d'Elisabeth Bernhardt (1888–1937) issue d'une riche famille de Hambourg.

### Une écriture autobiographique
De sa première publication Visite à Don Otavio où elle raconte son voyage au Mexique en 1946, à ses mémoires publiés un an avant sa mort (Sables mouvants), Sybille Bedford témoigne dans ses récits d'une vie marquée par les voyages, de nombreuses rencontres intellectuelles (Aldous Huxley, Thomas Mann...) et un sens de l'observation indéniable sur le monde et les relations humaines.

### Une passion pour la justice
En tant que journaliste et chroniqueuse judiciaire, elle suit de nombreux procès comme celui du médecin soupçonné d'être un tueur en série John Bodkin Adams (The best we can do, 1958) mais aussi de Jack Ruby, l'assassin de Lee Harvey Oswald. Dans The Faces of Justice (1961), elle compare les systèmes judiciaires de la France, de la Suisse, de l'Allemagne et de l'Angleterre.

## Œuvres
- The sudden view: a mexican journey (1953), publié en 1960 sous le titre A Visit to Don Otavio : a Traveller's Tale from Mexico - Publié en français sous le titre Chez Don Otavio (Paris : le Club français du livre, 1960), puis sous le titre Visite à Don Otavio : tribulations d'une romancière anglaise au Mexique (Paris : Phebus, 1991).
- A legacy (1956) - Publié en français sous le titre Une vue impartiale (Paris : Hachette, 1958), puis sous le titre Un héritage (Paris : le Promeneur, 1994).
- The Best We Can Do : the Trial of Dr Adams (1958).
- The Faces of Justice : a Traveller's report (1961).
- A Favourite of the Gods (1963) - Publié en français sous le titre Constanza (Paris : Stock, 1964) puis Une favorite des dieux (Paris : Passage du Marais, 1992).
- A Compass Error (1968) - Publié en français sous le titre Une erreur de compas (Paris : Passage du Marais, 1993).
- Aldous Huxley: A biography (1973)
- Jigsaw : an unsentimental education (1989) - Publié en français sous le titre Puzzle : une éducation peu sentimentale : un roman autobiographique, Paris : le Promeneur, 1991.
- As It Was: Pleasures, Landscapes and Justice (1990).
- Quicksands: A Memoir (2005) - Publié en français sous le titre Sables mouvants (Paris : Christian Bourgois, 2006).